# Unbiennium
Az unbiennium  a 129-es rendszámú, még fel nem fedezett kémiai elem ideiglenes neve. A természetben nem fordul elő, mesterségesen sem állították még elő. A transzaktinoidák közé tartozik, a g-blokk kilencedik eleme. Várható atomtömege 342.
| Vegyjele            | Ube                        |
| CAS-szám            | 63309-51-3                 |
| Elektronok héjaként | 2, 8, 18, 32, 41, 18, 8, 2 |
| Elektronszerkezet   | Uuo 8s2 8p2 6f3 5g4.       |

## Fordítás
Ez a szócikk részben vagy egészben  az   Unbiennium című német Wikipédia-szócikk fordításán alapul.  Az eredeti cikk szerkesztőit annak laptörténete sorolja fel. Ez a jelzés csupán a megfogalmazás eredetét és a szerzői jogokat jelzi, nem szolgál a cikkben szereplő információk forrásmegjelöléseként.